# Богума Кабисен Титандзи
Богума Кабисен Титандзи — камерунский врач и клиническая исследовательница. Она эксперт по резистентному к лекарствам вирусу ВИЧ.

## Образование и работа
Богума прошла клиническое обучение в Камеруне, получила степень магистра и диплом в области тропической медицины и гигиены в Лондонской школе гигиены и тропической медицины в 2010 году. В 2014 году она получила докторскую степень в Университетском колледже Лондона в области инфекционных заболеваний, изучая распространение ВИЧ-1 от клетки к клетке и устойчивость к антиретровирусной терапии. Работа Титандзи сосредоточена на механизмах передачи ВИЧ и устойчивости к антиретровирусным препаратам. В мае 2012 года она выступила на TED Talk на тему этики медицинских исследований в Африке.

## Признание и награды
- 2012: Титандзи была удостоена стипендии Содружества[6]
- 2014: Титандзи была названа одной из 100 женщин Би-би-си за работу по продвижению этически обоснованных исследований[7]

## Избранные публикации
- Boghuma Kabisen Titanji, Deenan Pillay1, Clare Jolly (May 2017) «Antiretroviral therapy and cell-cell spread of wild-type and drug-resistant human immunodeficiency virus-1», 5 May 2017, Journal of General Virology 98: 821—834, doi: 10.1099/jgv.0.000728
- Boghuma Kabisen Titanji Marlen Aasa-Chapman, Deenan Pillay and Clare Jolly (Dec 2013) «Protease inhibitors effectively block cell-to-cell spread of HIV-1 between T cells», Retrovirology. 2013; 10: 161. Published online 2013 Dec 24. doi: 10.1186/1742-4690-10-161